# Teaoraereke
Teaoraereke ist ein Ort im Süden des Tarawa-Atolls in den zum Inselstaat Kiribati gehörenden Gilbertinseln im Pazifischen Ozean. 2020 hatte der Ort 6007 Einwohner, zur Volkszählung 2015 waren es 5105 Bewohner.

## Geographie

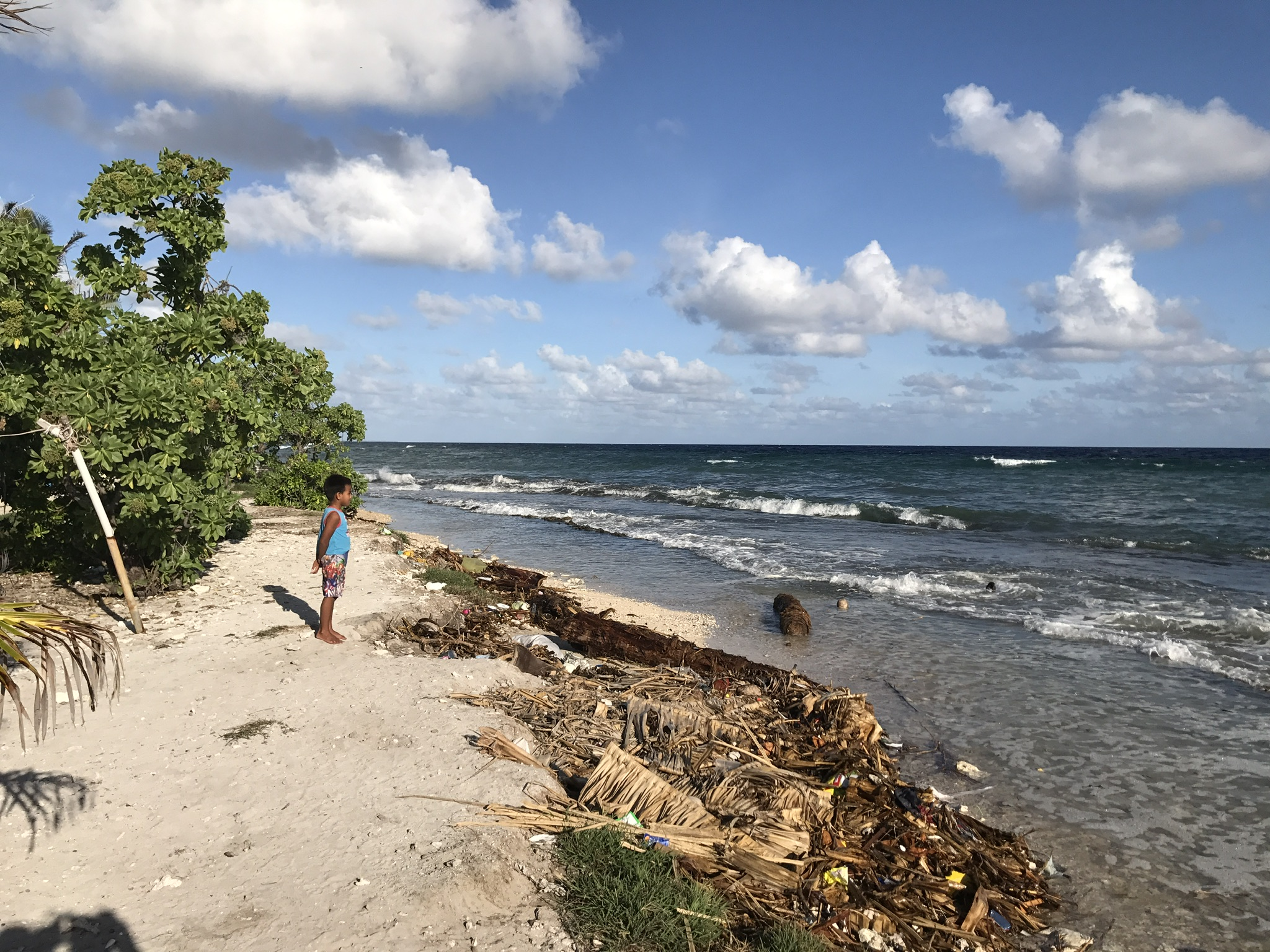
Küste bei Teaoraereke

Teaoraereke befindet sich im äußersten Westen des Motus Ambo am Südarm des Atolls von Tarawa. Weiter westlich schließt sich die Insel Nanikai an, welche durch einen künstlichen Damm mit Ambo verbunden ist. Der nächste Ort im Osten ist Antebuka.
Der Ort ist nach Einwohnerzahl der drittgrößte in Kiribati und nach Bikenibeu der zweitgrößte im South Tarawa Teinainano Urban Council (Stand: 2015). Der Campus der University of the South Pacific und die kommunalen Verwaltungsbüros liegen im Ortsgebiet ebenso wie der Bischofssitz der Diözese Tarawa und Nauru der katholischen Kirche, die Sacred Heart Cathedral.

## Klima
Das Klima ist tropisch heiß, wird jedoch von ständig wehenden Winden gemäßigt. Ebenso wie die anderen Orte des Tarawa-Atolls wird Teaoraereke gelegentlich von Zyklonen heimgesucht.

## Überbevölkerung
Verschiedene Orte auf dem Atoll stehen vor dem Problem der Überbevölkerung. Wegen der Arbeitslosigkeit, dem Anstieg des Meeresspiegels auf Grund des Klimawandels sowie der Versalzung der Wasserquellen sind viele Einwohner der äußersten Inseln auf das Atoll ausgewandert. Die meisten Einwanderer haben sich in informellen Ansiedlungen in South Tarawa angesiedelt, wo sich die bevölkerungsreichsten Orte in Kiribati befinden. Die Lebensbedingungen in Orten wie Betio sind schlecht. Die nationale Regierung hat Pläne vorgelegt, um die Probleme zu bekämpfen. Diese Pläne beinhalten die Uferbefestigung, den Aufbau von neuen Siedlungen sowie Arbeitsmobilitätsprogramme für Auswanderer nach Neuseeland und Australien.